# アメリカ北方陸軍
アメリカ北方陸軍（アメリカほっぽうりくぐん、英語: United States Army North: USARNORTH）は、アメリカ北方軍の陸軍部隊（軍）。2006年以前は第5軍（だいごぐん、Fifth U.S. Army (Reserve)）として知られていた。
第5軍時代には予備役の召集訓練と運用等を統括していたが、現在、この任務は陸軍総軍隷下の第1軍に移管されており、北方陸軍は、アメリカ合衆国本土防衛に重点を置いている。

## 編成（最新）
- アメリカ北方陸軍司令部
- 即応旅団戦闘団（CCMRF: Chemical, biological, radiological, nuclear, or high-yield explosive Consequence Management Response Force）

第3歩兵師団第1旅団戦闘団より改編。
- 民間支援任務部隊（JTF-CS）

アメリカ国内で通常爆弾やNBC兵器によるテロが発生した場合に、民間や他の政府機関を支援するための部隊である。